# Байас, Тиффани
Тиффани Кристина Байас (англ. Tiffany Christine Bias; род. 22 мая 1992 года в Уичито, Канзас, США) — американская профессиональная баскетболистка, выступавшая в женской национальной баскетбольной ассоциации. Была выбрана на драфте ВНБА 2014 года во втором раунде под общим семнадцатым номером клубом «Финикс Меркури». Играет на позиции разыгрывающего защитника. В настоящее время пребывает в статусе свободного агента.

## Ранние годы
Тиффани родилась 22 мая 1992 года в Уичито, крупнейшем городе штата Канзас, в семье Фрэнсиса и Джуди Байас, у неё есть два брата, Доминик и Трей, и сестра, Сьерра, а училась в соседнем городе Андовер в Центральной средней школе, в которой выступала за местную баскетбольную команду.